# El Limón, Chínipas
El Limón är en ort i Mexiko.   Den ligger i kommunen Chínipas och delstaten Chihuahua, i den nordvästra delen av landet, 1 300 km nordväst om huvudstaden Mexico City. El Limón ligger 437 meter över havet och antalet invånare är 125.
Terrängen runt El Limón är varierad. El Limón ligger nere i en dal. Runt El Limón är det mycket glesbefolkat, med 3 invånare per kvadratkilometer. Närmaste större samhälle är Chinipas de Almada, 0,87 km sydost om El Limón. I omgivningarna runt El Limón växer huvudsakligen savannskog.